# David Nott
David Nott (* 1956 Carmarthen, Spojené království) je velšský chirurg. Pracuje v nemocnicích v Londýně, ale od roku 1993 také v mnoha válečných zónách.

## Život
Jeho otcem byl rovněž chirurg, který se specializoval na výměny kyčelních kloubů, jeho matkou byla velšská zdravotní sestra.
V roce 1993, v době války v Jugoslávii, se na základě zpráv z obléhaného Sarajeva přidal k Lékařům bez hranic. Postupně pracoval ve více než 20 zemích, mezi něž patří např. Sierra Leone, Súdán, Kongo, Irák, Afghánistán nebo Sýrie.

## Ocenění
- Robert Burns Humanitarian Award (2016)